# Confederação do Equador
Confederação do Equador foi um movimento revolucionário de caráter republicano e constitucionalista que eclodiu no dia 2 de julho de 1824 em Pernambuco, alastrando-se para outras províncias que compõem o atual nordeste do Brasil.
Representou a principal reação contra a tendência monarquista e a política centralizadora do governo de Pedro I (1822-1831), esboçada na carta outorgada de 1824, a primeira constituição do país. O imperador, mesmo após a Independência do Brasil, permanecia atrelado aos interesses de Portugal, e mostrava-se simpático a uma proposta, feita pelo seu pai João VI, de recriar o Reino Unido com base em fórmula que concederia ao Brasil uma ampla autonomia, porque assim preservaria seus direitos ao trono português. A fórmula, contudo, era vista por muitos pernambucanos como uma tentativa de recolonização. O movimento é considerado um desdobramento da Revolução Pernambucana de 1817.
Para derrotar os revolucionários, Pedro I pediu empréstimos ao Reino Unido e contratou tropas no exterior, que seguiram para o Recife sob o comando de Thomas Cochrane. A repressão foi a mais violenta na história do império brasileiro: 31 revoltosos foram condenados à morte — sendo que 9 não foram executados porque conseguiram fugir —, centenas foram presos e muitos morreram em combate. Ainda em retaliação, o imperador desmembrou a Comarca do Rio de São Francisco do território pernambucano (sete anos antes, João VI havia desligado de Pernambuco a Comarca das Alagoas como punição pela Revolução Pernambucana).

## Antecedentes
O conflito possui raízes em movimentos anteriores na região: a Guerra dos Mascates (1710-1711) e a Revolução Pernambucana (1817), esta última de caráter republicano.
Por trás das divergências políticas que culminaram com a proclamação da Confederação do Equador encontra-se uma divisão econômica e espacial de Pernambuco. O norte, açucareiro e algodoeiro, com vilas populosas, opunha-se ao monolitismo do sul pernambucano, exclusivamente açucareiro, cujas povoações eram simples anexos dos engenhos de cana. De acordo com Evaldo Cabral de Mello:
O contraponto do algodão e do açúcar explica ali mais acentuadamente que em nenhuma outra região brasileira, que se aprofundou ali o conflito entre a nova e a velha estrutura comercial - a do algodão, ligada desde a transmigração da Coroa para o Rio e a abertura dos portos ao mercado britânico, e a do açúcar da cana, jungida ao entreposto lusitano.
Ambos os itens encontram-se figurados na bandeira da Confederação, onde se vê um ramo de algodão, à direita, lado a lado com uma cana-de-açúcar.

## A Confederação do Equador

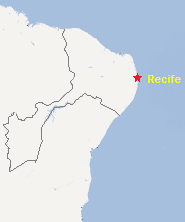
Possível mapa da Confederação do Equador. Em tese, o novo Estado republicano seria formado, além de Pernambuco, pelas províncias do Piauí, Ceará, Rio Grande do Norte, Paraíba, Sergipe e Alagoas. Contudo, nenhuma delas aderiu à revolta, com a exceção de algumas vilas da Paraíba e do Ceará.

A dissolução da Assembleia Constituinte por Pedro I em fins de 1823 não foi bem recebida em Pernambuco. Os dois maiores líderes liberais na província, Manoel de Carvalho e Frei Caneca, apoiaram-na e consideravam os Bonifácios como culpados pelo ato. Ambos, assim como diversos correligionários, eram republicanos que participaram na revolta de 1817 e haviam sido perdoados. Aceitaram a monarquia por acreditarem que ao menos teriam autonomia provincial. A promulgação da Constituição em 1824, com o seu regime altamente centralizado, frustrou os seus desejos. Pernambuco estava dividida entre duas facções políticas, uma monarquista, liderada por Francisco Pais Barreto e outra liberal e republicana, liderada por Manoel de Carvalho Paes de Andrade. A província era governada por Pais Barreto, que havia sido nomeado Presidente por Pedro I, de acordo com a lei promulgada pela Assembleia Constituinte em 20 de outubro de 1823 (e que depois seria mantida pela Constituição). Em 13 de dezembro de 1823, Pais Barreto renunciou ante a pressão dos Liberais, que ilegalmente elegeram Manoel de Carvalho. Pedro I e nem o Gabinete foram informados da eleição e requisitaram a recondução de Pais Barreto ao cargo, algo que foi ignorado pelos Liberais.
Dois navios de guerra (Niterói e Piranga) foram enviados ao Recife para fazer a lei ser obedecida. O comandante da pequena divisão naval, o britânico John Taylor, não alcançou sucesso. Os Liberais recusaram-se veementemente a reempossar Pais Barreto e alardearam: "morramos todos, arrase-se Pernambuco, arda à guerra". Frei Caneca, José da Natividade Saldanha e João Soares Lisboa (que havia há pouco retornado de Buenos Aires) eram os intelectuais da rebelião que buscava preservar os interesses da aristocracia que representavam. Apesar do evidente estado de rebelião em que a cidade de Recife se encontrava, Pedro I tentou evitar um conflito que considerava desnecessário e nomeou um novo presidente para a província, José Carlos Mayrink da Silva Ferrão. Mayrink era proveniente da província de Minas Gerais, mas era ligado aos Liberais e poderia atuar como uma entidade neutra para conciliar as duas facções locais. Entretanto, os Liberais não aceitaram Mayrink, que retornou ao Rio de Janeiro. Os rumores de um grande ataque naval português (o Brasil ainda estava em guerra por sua independência) obrigaram John Taylor a se retirar de Recife.

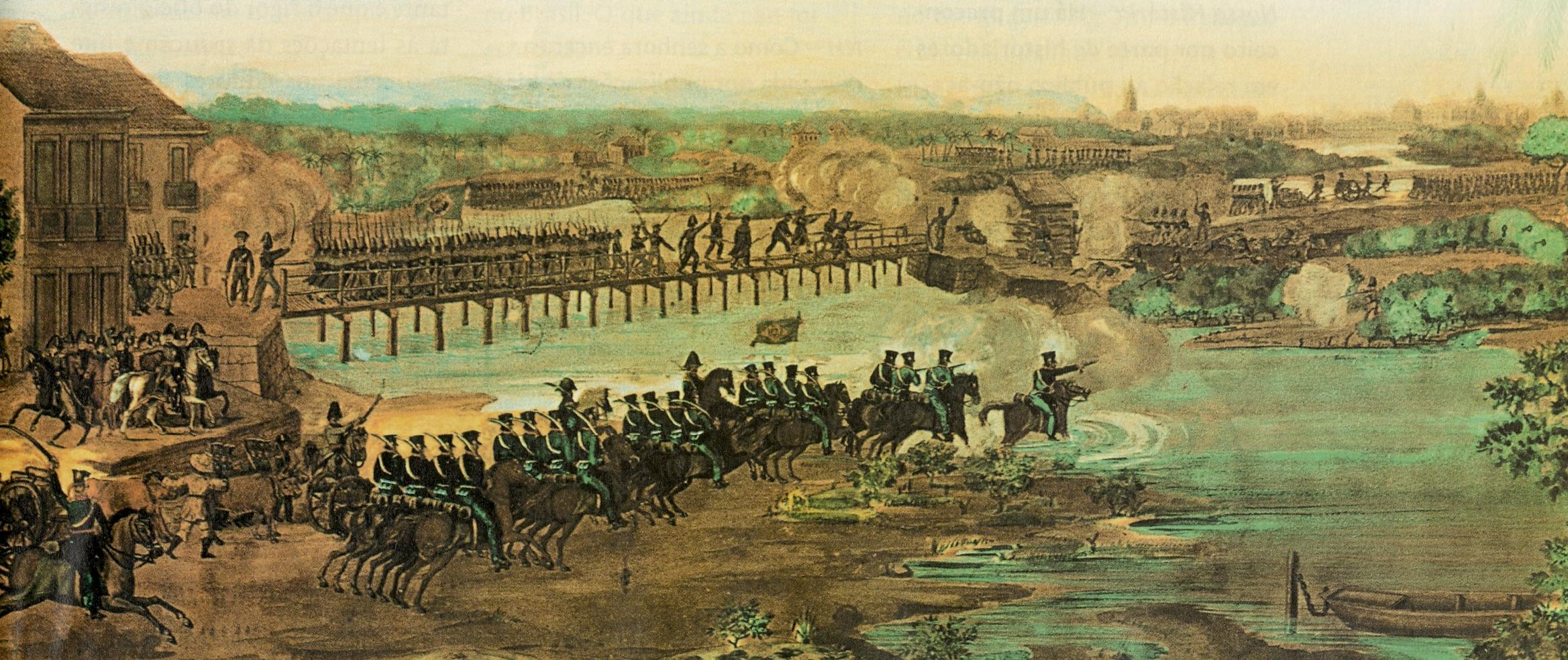
Exército Imperial do Brasil, sob comando do almirante britânico Thomas Cochrane, ataca as forças confederadas no Recife.

Em 2 de julho de 1824, apenas um dia após a partida de Taylor, Manoel de Carvalho aproveitou a oportunidade para proclamar a independência da província de Pernambuco, e enviou convites às demais províncias do norte e nordeste do Brasil para que se unissem a Pernambuco e formassem a Confederação do Equador. Em tese, o novo Estado republicano seria formado, além de Pernambuco, pelas províncias do Piauí, Ceará, Rio Grande do Norte, Paraíba, Sergipe e Alagoas. Contudo, nenhuma delas aderiu à revolta separatista, com a exceção de algumas vilas da Paraíba e do Ceará, sendo as vilas cearenses comandadas por Gonçalo Inácio de Loiola Albuquerque e Melo, mais conhecido por Padre Mororó, que foi quem reuniu a câmara de Quixeramobim, em 9 de janeiro de 1824, nos sertões nordestinos, para proclamar a deposição da dinastia dos Bragança.
A carta régia de 25 de julho de 1824 tinha a finalidade de julgar e sentenciar os revoltosos confederados. O decreto de criação da comissão era, em si, quase uma exigência de condenação, ordenando que os réus fossem processados de forma sumária e verbal pela comissão. Em Pernambuco, Manoel de Carvalho pode contar somente com a colaboração de Olinda, enquanto o restante da província não aderiu à revolta. O líder confederado organizou suas tropas, inclusive alistando a força crianças e velhos, sabendo que o governo central não tardaria a enviar soldados para atacar os confederados. Pedro I, ao saber do levante secessionista, falou: "O que estavam a exigir os insultos de Pernambuco? Certamente um castigo, e um castigo tal que se sirva de exemplo para o futuro".

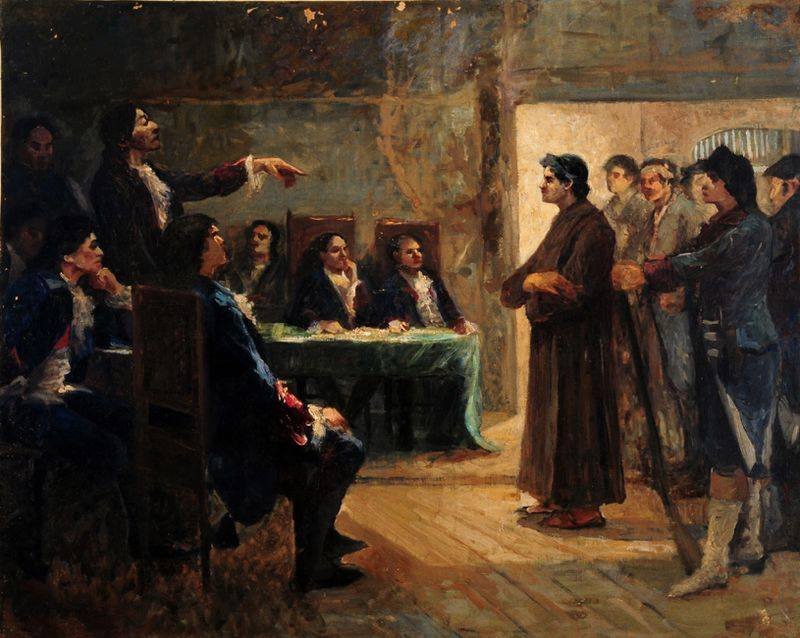
Estudo para Frei Caneca, de Antônio Parreiras (1918). Frei Caneca foi líder e mártir da Confederação do Equador

Pais Barreto arregimentou tropas para debelar a revolta, mas acabou sendo derrotado e permaneceu no interior da província a espera de reforço. Em 2 de agosto o imperador enviou uma divisão naval comandada por Cochrane, composta por uma nau, um brigue, uma corveta e dois transportes, além de 1 200 soldados liderados pelo Brigadeiro Francisco de Lima e Silva. As tropas desembarcaram em Maceió, capital da província de Alagoas, de onde partiram em direção a Pernambuco. As forças legalistas logo se encontraram com Pais Barreto e 400 homens que se uniram à marcha. Ao longo do caminho, as tropas foram reforçados por milicianos que aumentaram o contingente para 3 500 soldados. A maior parte da população de Pernambuco, que vivia no interior, incluindo os partidários de Pais Barreto e mesmo os neutros ou indiferentes a disputas entre as facções, permaneceu fiel a monarquia.
Enquanto isso, Cochrane, que já se encontrava no Recife bloqueando a cidade, buscou convencer Manoel de Carvalho a render-se e assim evitar mortes desnecessárias. Este último recusou arrogantemente a oferta, alegando que preferiria morrer lutando "no campo da glória". Em 12 de setembro as forças terrestres lideradas pelo Brigadeiro Lima e Silva e Pais Barreto atacaram Recife. Manoel de Carvalho, que jurara lutar até a morte, fugiu escondido sem sequer avisar a seus homens juntamente com Natividade Saldanha e partiram para num navio britânico. Os rebeldes, sem liderança e desmotivados, foram completamente derrotados cinco dias mais tarde. Alguns poucos liderados por frei Caneca lograram escapar e foram em direção ao Ceará. Acreditavam poder unir forças com os revoltosos daquela província. Poucas semanas mais tarde foram completamente derrotados por tropas legalistas. Alguns morreram, como João Soares Lisboa, e Alencar Araripe (assassinado por seus próprios homens), enquanto outros foram encarcerados, como Caneca. Não tiveram melhor sorte os rebeldes na Paraíba, que foram aniquiladas rapidamente por tropas da própria província. O processo judicial para apurar os culpados iniciou-se em outubro de 1824 e estendeu-se até abril de 1825. Das centenas de pessoas que participaram da revolta nas três províncias, 31 foram condenadas à morte, entre elas Frei Caneca e Padre Mororó. As execuções das lideranças puseram fim ao movimento, cujo lema era "Religião, Independência, União e Liberdade", e custaram à província de Pernambuco a perda de parte de seu território (a antiga Comarca do Rio de São Francisco), incorporada à província de Minas Gerais, depois à da Bahia. O movimento deixou também um rastro de rivalidades mortais, estagnação econômica e confrontos políticos por toda a região. Todas as demais foram perdoadas por Pedro I em 7 de março de 1825.

## Pernambuco

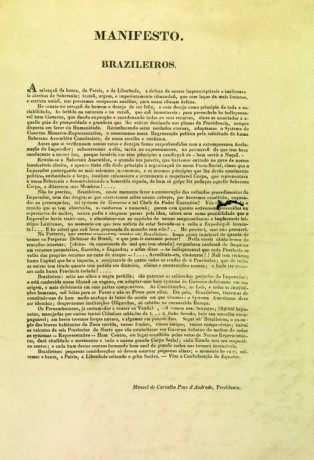
Manifesto de Manoel de Carvalho Paes de Andrade, presidente da província de Pernambuco, conclamando todos os brasileiros a aderirem à Confederação do Equador. Recife, 1824

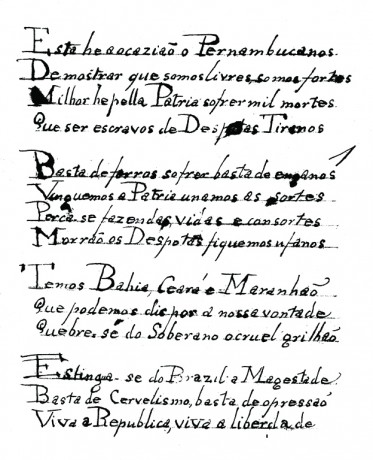
Um dos panfletos distribuídos pelos envolvidos no movimento confederado. Este em especial começava desta forma: "Esta é a ocasião Pernambucanos de mostrar que somos livres, somos fortes. Melhor é pela pátria sofrer mil mortes que ser escravos de déspotas tiranos [...]"

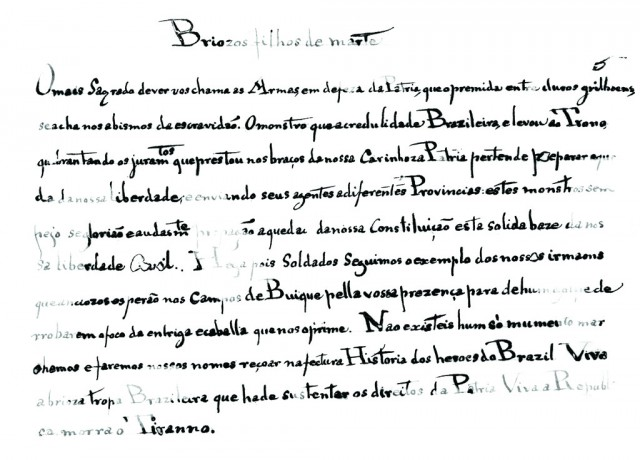
Um dos panfletos distribuídos pelos envolvidos no movimento confederado

O centro irradiador e a liderança da revolta couberam à província de Pernambuco, que já se rebelara em 1817 (ver Revolução Pernambucana de 1817) e enfrentava dificuldades econômicas. Além da crise, a província se ressentia ao pagar elevadas taxas para o Império, que as justificava como necessárias para levar adiante as guerras provinciais pós-independência (algumas províncias resistiam à separação de Portugal).
Pernambuco esperava que a primeira Constituição do Império seria do tipo federalista, e daria autonomia para as províncias resolverem suas questões.
No entanto, Pedro I dissolveu a Assembleia Constituinte em 1823 e outorgou uma constituição no ano seguinte, extremamente centralizadora. A semente da revolta se plantou, e os jornais - notadamente o Typhis Pernambucano, dirigido por Frei Caneca - criticavam dura e abertamente o governo imperial. Vários antigos revoltosos, anistiados em 1821, novamente conspiravam. Foi fundada a Sociedade Patriótica Pernambucana, em 1822, durante o governo de Gervásio Pires, pelo padre Venâncio Henriques de Resende, reunindo figuras da política local, inclusive Frei Caneca.
Em 15 de setembro de 1823, segundo Evaldo Cabral de Melo, "um movimento castrense prendeu o governador das armas nomeado pelo Imperador e forçou a renúncia do presidente da Junta dos Matutos, Afonso de Albuquerque Maranhão, reduzindo-a ao triunvirato composto de Francisco Pais Barreto, Francisco de Paula Cavalcanti de Albuquerque, futuro visconde de Suassuna, e Manuel Inácio Bezerra de Melo." Cipriano Barata teve o seu jornal atacado, e a Junta o intimou a viajar para o Rio de Janeiro, assumir na Assembleia Constituinte a cadeira para a qual fora eleito. Expirado o prazo, Barata seria expulso de Pernambuco, purgando sete anos de cárcere em Salvador e no Rio.
Em dezembro a posição do triunvirato era insustentável. Haviam desembarcado no Recife as tropas pernambucanas que, chefiadas por José de Barros Falcão de Lacerda, haviam participado da luta na Bahia contra as forças do brigadeiro Inácio Luís Madeira de Melo. Eram contingentes euforizados pela vitória, politizados na luta contra o Exército Português. E a 13 de dezembro, regressaram os deputados da província à Constituinte, que traziam a notícia de sua dissolução pelo imperador no mês anterior. A Câmara de Goiana rebelou-se, como em 1821, recebendo adesões.
Soube-se que o imperador, pela carta de lei de 20 de outubro de 1823, havia substituído o sistema das antigas Juntas pelo de presidentes da província e de comandantes das armas de nomeação imperial. Decidiu-se formar uma Junta Provisória, para evitar acefalia, e foi eleito chefe Manoel de Carvalho. Ignorava-se no Recife que Pedro I, no que se considera "um erro de proporções máximas", já havia escolhido Pais Barreto para a presidência de Pernambuco e como comandante das armas José de Barros Falcão de Lacerda, ligado aos autonomistas.
A Junta Provisória reuniu-se em janeiro de 1824, manifestando sua repulsa à escolha de um indivíduo que "havia sobejamente demonstrado sua incompetência para o exercício do poder, a que havia renunciado por sua livre e espontânea vontade". Rogava ao imperador reconsiderar a escolha e avisava que se manteria no poder. Pais Barreto insistia em tomar posse, contando preparar nos quartéis uma reação armada. O morgado do Cabo retirou-se com sua gente para o sul, onde contava com a cumplicidade do governo de Alagoas.
Mas a corte ignorou o apelo de 8 de janeiro e enviou uma flotilha, comandada pelo inglês Taylor, para garantir a posse de Pais Barreto. Taylor partiu do Rio em março de 1824, e a 1º de abril convidava Paes de Andrade a entregar o poder a Pais Barreto, sob pena de bloqueio a Recife. A Junta decidiu conservá-lo à frente da província, enviando delegação ao Rio. Taylor ordenou então o bloqueio do porto. Quando a delegação chegou ao Rio em maio de 1824, o imperador havia recuado e derrogado por decreto de 24 de abril de 1824 a nomeação de Pais Barreto.
Taylor respondia à gente de Recife, que lhe avisava dos vivas que dera a Pedro I: "sei distinguir as adorações que se prestam ao "ídolo que se teme, dos cordiais tributos" Ao que Falcão de Lacerda contestava: "Todos os pernambucanos são verdadeiros adoradores do Nosso Defensor Perpetuo", e dizia, quanto á Republica: "cujo nome já se zomba aqui por serem estas as armas de que caluniadores se têm servido em outro tempo para denegrir a honra, o patriotismo e o brio dos pernambucanos"
Estava escolhido para a presidência José Carlos Mairink da Silva Ferrão, mineiro vindo para Pernambuco em 1808, casado com filha de uma das famílias abastadas do Recife. Era aceitável para as partes porque se mantivera equidistante nas lutas. A delegação foi informada ainda que Pedro I jamais aceitaria Manoel de Carvalho, detestado pelas medidas contra os portugueses e o comércio lusitano do Recife.
Entretanto, Mairink recusou-se a assumir o poder, provavelmente temeroso da situação demasiado polarizada. Apesar da promessa imperial de anistia para os carvalhistas, ninguém acreditava que fosse medida geral. A questão pernambucana voltava à estaca zero e a partir de então o conflito armado passou a se tornar inevitável.

## Ceará
Manoel de Carvalho enviou convites às demais províncias do norte e nordeste do Brasil para que se unissem a Pernambuco e formassem a Confederação do Equador. Em tese, o novo Estado republicano seria formado, além de Pernambuco, pelas províncias do Piauí, Ceará, Rio Grande do Norte, Paraíba, Sergipe e Alagoas. Contudo, nenhuma delas aderiu à revolta separatista, com a exceção de algumas vilas da Paraíba e do Ceará, sendo as vilas cearenses comandadas por Gonçalo Inácio de Loiola Albuquerque e Melo, mais conhecido por Padre Mororó, que foi quem reuniu a câmara de Quixeramobim, em 9 de janeiro de 1824, nos sertões nordestinos, para proclamar a deposição da dinastia dos Bragança.
Em janeiro de 1824, as câmaras de Quixeramobim e do Icó chegaram a proclamar a república. E, em outras vilas do interior cearense, foram manifestadas várias posições contrárias ao Regime Imperial pelos vereadores.
A situação tornou-se séria com a deposição do governador Pedro José da Costa Barros, que foi substituído pelo confederado Tristão Gonçalves de Alencar Araripe, presidente da província do Ceará com o apoio de Padre Mororó, secretário do governo provisório, e do capitão-mor do Crato José Pereira Filgueiras, que veio aderir ao movimento. Os três passaram a ser nacionalmente reconhecidos como líderes deste movimento na província. As demais cidades e vilas do Ceará não aceitaram o ato e contra-atacaram. Eles, então, partiram para o interior onde tentaram derrotar as tropas legalistas, e na sua ausência a capital da província, Fortaleza, reafirmou a sua lealdade ao Império. Padre Mororó espalhou por Icó, São Bernardo das Russas e Aracati o brio revolucionário. E, José Pereira Filgueiras com Tristão Gonçalves de Alencar Araripe comandaram a adesão do Crato. O Ceará foi, depois de Pernambuco, o estado que mais ativamente tomou partido na rebelião.

## Paraíba
Em 1817, a tranquilidade da futura Vila Imperial dos Patos (atual cidade de Patos) foi quebrada pela efervescência da Revolução Pernambucana, que culminaria no movimento denominado Confederação do Equador. O vigário de Pombal, José Ferreira Nobre, assumiu a função de propagá-lo em todo o sertão da província da Paraíba. Como único caminho que ligava o interior ao mundo civilizado, Patos também se tornou rota dos revolucionários, que objetivavam proclamar uma república baseada na constituição da Colômbia.
Na manhã de 7 de setembro de 1824, transitam pela povoação dos Patos, presos, com destino ao Recife, os implicados nos movimentos separatistas, entre eles Frei Caneca. No diário do famoso revolucionário, com relação à escala comitiva em Patos, consta um jantar, na casa do vigário Antônio da Silva Costa, destacando a afabilidade do anfitrião. Dormiram na Cacimba dos Bois, em duas léguas e meia de distância. Frei Caneca elogiou as estradas da região e criticou o proprietário da fazenda Conceição do Estreito, ao qual atribuiu o adjetivo de somítico e acrescentou: "Nesta jornada passamos pela chamada Passagem, cuja atmosfera, ventanias, ervas e prospectos são da praia do mar".
Na passagem por Patos, não sabia o frade herói que estava prestes a ser executado, fato consolidado em 13 de janeiro de 1825, na Fortaleza das Cinco Pontas, no Recife.

## Portugal
Em Portugal, a Vilafrancada abolira em 1823 o regime constitucional das Cortes de Lisboa. Os absolutistas desfecharam sem êxito em abril de 1824 o levante conhecido por Abrilada, para precipitar a abdicação de João VI no seu filho Miguel.
Dissolvida a Assembleia Constituinte no Brasil, o rei e seus ministros reencetaram diálogo com o Rio, desejosos de ressuscitar o Reino Unido com base em fórmula que concederia ao Brasil a mais ampla autonomia administrativa e jurídica, com Parlamento e Constituição próprios. A fórmula extemporânea tinha as simpatias de Dom Pedro I, por preservar seus direitos ao trono português, "mas dificilmente seria aceita no Brasil, onde era encarada emocionalmente como uma tentativa de recolonização", segundo Evaldo Cabral de Mello. Falava-se muito de uma esquadra portuguesa a caminho. Tal notícia serviu para conflagrar Pernambuco.
Em 11 de junho de 1824, para concentrar suas forças, Pedro I deu ordem a Taylor para levantar o bloqueio do Recife. Ainda a 30 de junho Manuel de Carvalho prometia reforços.
Em 2 de julho de 1824 submetido por pressão incrível de seus partidários, Manoel de Carvalho proclamou a Confederação do Equador, aproveitando a oportunidade única da partida de Taylor para realizar o velho sonho autonomista. Pensam historiadores que esperava forçar o Rio a negociar uma fórmula constitucional que garantisse a autonomia provincial no âmbito de um Império constitucional, mas é certo que muitos pensavam na adoção de um regime republicano.

## Dissidências
Surgiram algumas dissidências internas no movimento, pois ele agregava classes sociais díspares. A proposta de Manoel de Carvalho no sentido de libertar os escravos e o exemplo haitiano (país que recentemente se libertara do domínio francês através de uma revolta popular) não tranquilizavam as elites, e alguns proprietários de terras passaram a colaborar com o governo imperial.

## Repressão

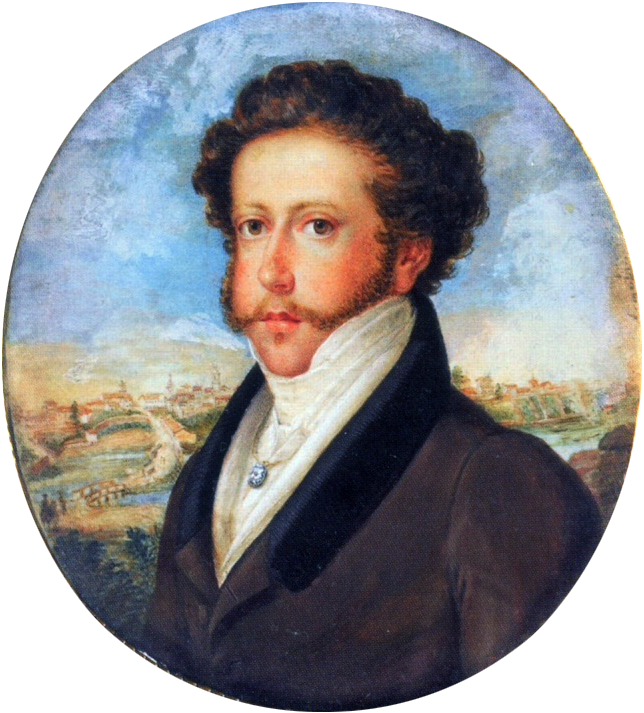
Dom Pedro I reagiu duramente ao movimento, e impôs pesadas sanções contra Pernambuco como o desligamento da extensa Comarca do Rio de São Francisco do seu território

### Thomas Cochrane
Pedro I pediu empréstimos ao Reino Unido para contratar mercenários no exterior. As tropas seguiram para o Recife sob o comando de Thomas Cochrane. Não resistindo ao enfraquecimento interno do movimento e à dura reação imperial, a Confederação do Equador teve seu fim.

### Redução do território pernambucano
Em retaliação pela Confederação do Equador, Pedro I desligou do território pernambucano a Comarca do Rio de São Francisco (atual Oeste Baiano), através de decreto de 7 de julho de 1824. Esta foi a última porção de terra desmembrada de Pernambuco — que tinha perdido sete anos antes a Comarca das Alagoas, em consequência da Revolução Pernambucana —, impondo à província uma grande redução da extensão territorial, de 250 mil km² para 98 mil km². Após três anos sob administração mineira, a região foi anexada à Bahia em 1827.
No Brasil, Pernambuco é o único caso de divisão territorial como punição pela rebeldia.

### Frei Caneca
Vários rebeldes foram condenados por um tribunal militar à forca. Um fato interessante que passou para a história (embora seja discutível) foi a recusa dos carrascos em executar o Frei Caneca, mentor intelectual da revolta e uma das figuras mais carismáticas do Recife à época, que se escondeu por alguns dias no município de Abreu e Lima a época "Vila de Maricota" antes de fugir para o Ceará. O religioso acabou sendo arcabuzado (um tipo de execução semelhante ao fuzilamento, porém realizada com arcabuzes e bacamartes), em 13 de janeiro de 1825, diante dos muros do Forte de São Tiago das Cinco Pontas localizado na cidade do Recife, ao contrário da sentença inicial que previa o enforcamento.

### Padre Mororó
Condenado à forca em Fortaleza e, assim como Frei Caneca, não houve quem quisesse servir de algoz, pois os soldados recusaram-se a enforcá-lo, alegando que o enforcamento era somente para criminosos. Foi então morto a tiros de arcabuz no dia 30 de abril de 1825. A crônica de Viriato Correia descreve os últimos minutos de Padre Mororó: "Naquele dia havia em Fortaleza um grande rumor de multidão emocionada". Ia ser executado pelas tropas imperiais o Padre Mororó. Na praça em que vai haver a execução, a multidão é tanta que, a custo, as tropas conseguem abrir passagem. Mororó é colocado na coluna da morte. Um soldado traz a venda para lhe pôr nos olhos, "Não", responde ele, ´eu quero ver como isto é´. Vem outro soldado para colocar-lhe sobre o coração a pequena roda de papel vermelho que vai servir de alvo. Detém a mão do soldado: ´Não é necessário. Eu farei o alvo´ e, cruzando as duas mãos sobre o peito, grita arrogantemente para os praças: ´Camaradas, o alvo é este. E num tom de riso, como se aquilo fosse brincadeira diz: "e vejam lá! Tiro certeiro que não me deixe sofrer muito".[carece de fontes?]